# Rey de las Tierras

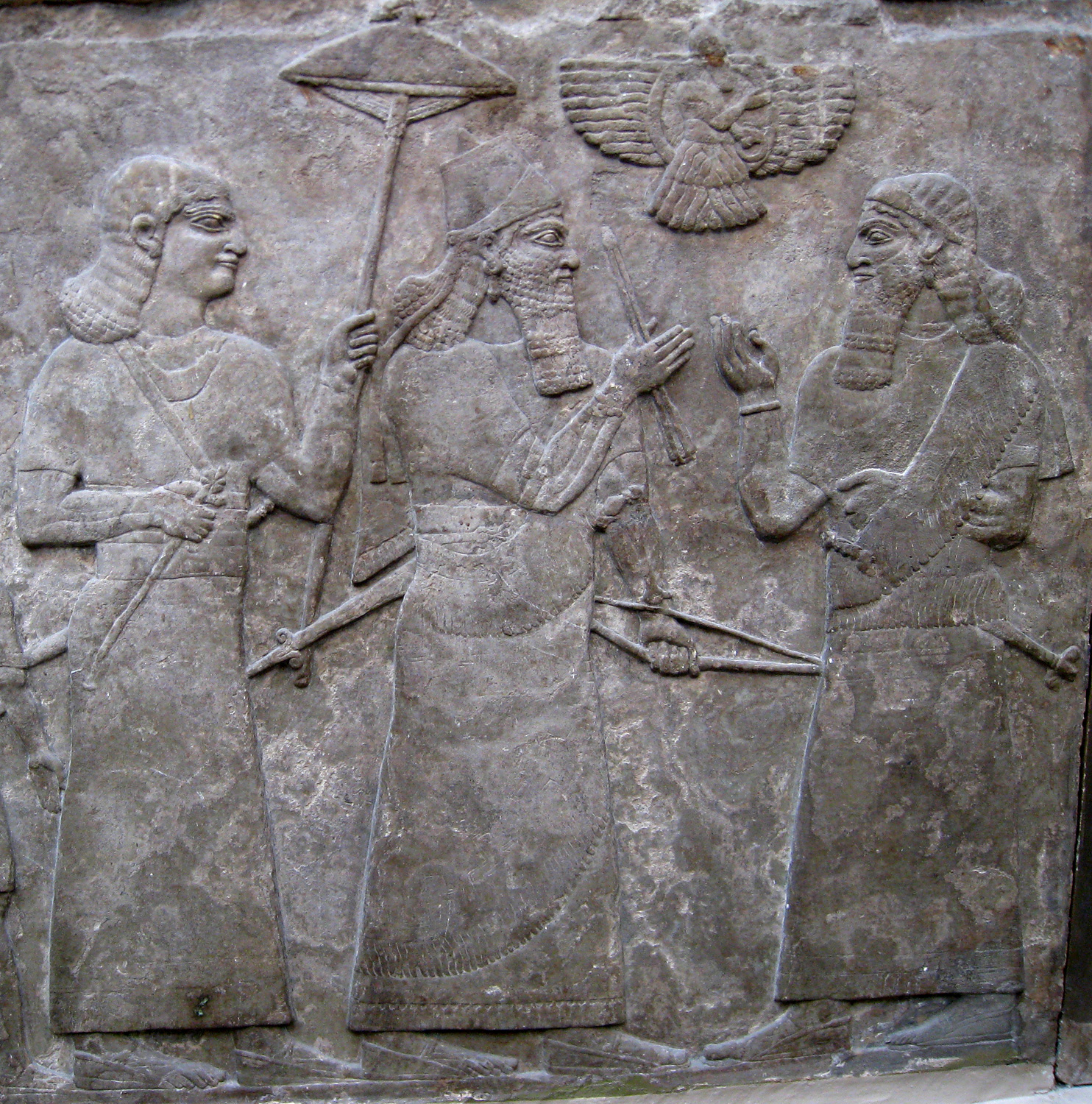
El título de Rey de las Tierras fue introducido por el rey neoasirio Asurnasirpal II (centro) en la variante Glorioso Rey de las Tierras.

Rey de las Tierras (en acadio: šar mātāti, ) también interpretado como simplemente Rey de Tierras  o el más jactancioso Rey de Todas las Tierras  era un título de gran prestigio reclamado por poderosos monarcas en la antigua Mesopotamia. Introducido durante el Imperio neoasirio (911-609 a. C.), el término mātāti se refiere explícitamente a tierras extranjeras (por ejemplo, no asirias), a menudo más allá de los confines de la propia Mesopotamia (en contraste con la palabra mātu, que se refiere a la propia tierra asiria), lo que sugiere que el rey asirio tenía derecho a gobernar tierras extranjeras además de las suyas.

## Historia
El título fue introducido por el rey Asurnasirpal II en la variante šar mātāti šarhu, que significa “espléndido” o “glorioso rey de las tierras”. Este título, y el epíteto similar de murtedu kališ mātāte (“líder de todas las tierras”) también fueron utilizados por el hijo y sucesor de Asurnasirpal, Salmanasar III. Aparte de estos dos reyes, el título rara vez se atestigua durante el período neoasirio, solo se utiliza en relación con otro rey, Asurbanipal.
Tras su conquista de Babilonia en 539 a. C., Ciro II el Grande asumió varios títulos tradicionales mesopotámicos, entre ellos šar mātāti. Ciro y todos los reyes sucesores del Imperio aqueménida utilizarían el título similar de Rey de los países (persa antiguo: xšāyaθiya dahyūnām) en sus inscripciones. Los escribas de la ciudad de Babilonia tradujeron este título por šar mātāti. Entre los reyes aqueménidas que aparecen explícitamente atestiguados con la variante en lengua acadia (cuando son comentados por escribas babilonios) figuran Ciro II el Grande, Cambises II y Artajerjes I.  El título también fue asumido por rebeldes en Babilonia durante la época aqueménida. Shamash-eriba , que se rebeló contra el gobierno de Jerjes I, afirmó ser el "Rey de Babilonia y de las Tierras".
Tras el colapso del Imperio aqueménida, el título se atestigua muy raramente para algunos de los gobernantes sucesivos de Mesopotamia. Aparece raramente durante el período seléucida, con el rey Antíoco I Sóter reclamándolo junto con varios otros títulos tradicionales mesopotámicos en el cilindro de Antíoco, que describe cómo Antíoco reconstruyó el templo de Ezida en la ciudad de Borsippa. Se utiliza solo una vez durante el Imperio parto, reclamado por el rey Fraates II.

## Lista de reyes conocidos de las Tierras

### Imperio neoasirio
- Asurnasirpal II (r. 883–859 a. C.)[3]
- Salmanasar III (r. 859–824 a. C.)[3]
- Ashurbanipal (r. 669–631 a. C.)[6]

### Imperio aqueménida
- Ciro el Grande (r. 559-530 a. C.), reclamó el título en 539 a. C.[8]
- Cambises II (r. 530-522 a. C.) [9]
- Artajerjes I de Persia|Artajerjes I]] (r. 465-424 a. C.)[10]
- Todos los demás reyes aqueménidas usaron el título equivalente de Rey de Países.[5]
- Shamash-eriba (r. 484 a. C.) - rebelde en Babilonia.[11]

### Imperio seléucida
- Antíoco I (r. 281-261 a. C.)[2]

### Parthian Empire
- Fraates II (r. 132–127 BC)[1]